# Susan Boyle
Susan Magdalane Boyle (ur. 1 kwietnia 1961 w Blackburn) – szkocka piosenkarka.
Zdobywczyni drugiego miejsca w trzeciej brytyjskiej edycji programu Britain’s Got Talent (2009).

## Życiorys
W 2009 uczestniczyła w przesłuchaniach do trzeciej brytyjskiej edycji programu ITV3 Britain’s Got Talent. Podczas eliminacji wykonała utwór „I Dreamed a Dream” z musicalu Les Misérables (1980), a jej występ po emisji wzbudził zainteresowanie prasy na całym świecie. Brawurowe wykonanie trudnego technicznie utworu spowodowało, że zaledwie po kilkunastu sekundach od rozpoczęcia występu zgromadzeni w sali słuchacze zareagowali owacjami na stojąco.
Prawdziwy rozgłos przyniosły jednak dopiero filmy wideo z jej występem umieszczone w Internecie, które zostały wyświetlone w kilkanaście dni ponad 100 mln razy. Najpopularniejszy z nich pobił rekord liczby wyświetleń w ciągu tygodnia. Rzecznik prasowy serwisu YouTube Julie Supan powiedziała, że w czasie czterech lat pracy nie widziała filmu szybciej zdobywającego popularność. Według „Los Angeles Times” jej popularność w internecie jest tak duża, ponieważ w krótkim klipie zawarty jest szereg różnych emocji, co czyni go idealnym dla tego medium. Dwutygodnik „Forbes” przewidywał, że Boyle podąży śladami Paula Pottsa i przez następne dwa lata może zarobić kilka milionów funtów. Artykuły o niej i medialnym fenomenie pojawiły się w gazetach i serwisach na całym świecie, takich jak polska „Rzeczpospolita”, indyjski „The Times of India”, niemiecki „Der Spiegel”, chiński „Xinhua”, brazylijski „Zero Hora”, izraelski „Ynet” i arabskojęzyczny „Al Arabiya”.
Po wyemitowaniu programu Boyle otrzymała propozycje od wytwórni filmowych i muzycznych, została zaproszona do amerykańskiego talk-show prowadzonego przez Larrego Kinga, była parodiowana przez Jay Leno. Nawiązanie do wykonania przez Boyle utworu „I dreamed a dream” pojawiło w odcinku serialu South Park pod tytułem „Fatbeard”, wyemitowanym 22 kwietnia 2009.
W 2016 pojawiła się w filmie Zoolander 2 (występ cameo).

## Dyskografia
W 1999 roku Susan Boyle nagrała cover „Cry Me a River”, który znalazł się na płycie CD wydanej przez stowarzyszenie dobroczynne w liczbie 1000 egz.
- I Dreamed A Dream (23 listopada 2009) – złota płyta w Polsce[18]
- The Gift (8 listopada 2010)
- Someone to Watch Over Me (2011)
- Standing Ovation (2012)[19]
- Home of Christmas (2013)
- Hope (2014)

## Życie prywatne
Susan Boyle pochodzi z religijnej rodziny katolickiej i jest najmłodszą z dziewięciorga rodzeństwa. Ostatnie lata spędziła opiekując się swoją matką aż do jej śmierci w 2007 roku. Jest samotna; jak sama mówi, ze względu na jej wygląd i zachowanie dokuczano jej w szkole, a także w wieku późniejszym.
Ryszard Holuka, proboszcz parafii, do której należy Susan, w telefonicznym wywiadzie dla „The Washington Post” powiedział: Wszyscy jesteśmy z niej bardzo dumni, dodając, że Susan jest bardzo spokojną osobą. Na zebraniach czy okolicznościowych przyjęciach wstaje i śpiewa. Nigdy nie popisywała się swoim głosem, to był pierwszy raz, kiedy został publiczne uznany.
W grudniu 2013 Boyle ujawniła, że zdiagnozowano u niej zespół Aspergera, wcześniej jej kłopoty tłumaczono uszkodzeniem mózgu przy porodzie.